# 11871 Norge
För andra betydelser, se Norge (olika betydelser).
11871 Norge eller 1989 TP7 är en asteroid i huvudbältet som upptäcktes den 7 oktober 1989 av den belgiske astronomen Eric W. Elst vid La Silla-observatoriet. Den är uppkallad efter det nordeuropeiska landet Norge.